# Павлівський пивзавод

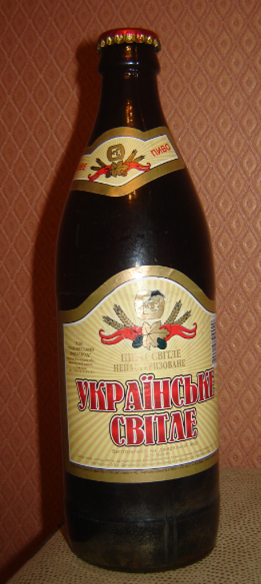
Пляшка пива «Українське Світле»

ТОВ «Па́влівський пивзаво́д» — підприємство харчової промисловості України, зайняте у сфері виробництва та збуту пива. Розташоване у селі Павлівка, Володимирського району, Волинської області.

## Історія
Точна дата заснування броварні в Порицьку невідома, роком заснування підприємства прийнято вважати 1904 з огляду на відповідний напис, висічений у камені, що зберігся у лагерному відділенні будівлі пивзаводу.
Відомо, що під час входження Волині до складу Польської Республіки впродовж 1922—1939 років завод носив назву Порицького (відповідно до назви тодішнього міста Порицьк) та належав графу Чацькому. Під час Другої світової війни завод і майже все місто були зруйновані, вціліла лише околиця Павлівка, з якої утворилося село Павлівка.
Новітня історія броварні розпочалася у 1950-х роках, коли через розвиток вуглевидобування в Іваничівському районі було створене місто Нововолинськ і було ухвалене рішення про відбудову пивзаводу у Павлівці для забезпечення пивом шахтарів Волині. Реконструкція заводу була завершена 1958 року.
Державне підприємство Павлівський пивоварний завод було приватизоване 4 грудня 1995 року зі створенням відкритого акціонерного товариства «Павлівський пивоварний завод». Крім виробництва пива товариство займалося виробництвом солоду, а також мінеральної води та інших безалкогольних напоїв.
2002 року керівництво підприємства ухвалило рішення про реорганізацію його структури — на базі активів акціонерного товариства було утворено три товариства з обмеженою відповідальністю відповідно до напрямів діяльності: ТОВ «Павлівський пивзавод» (випуск пива), ТОВ «Йоданка» (випуск мінеральної води, збагаченої природним йодом, і фруктових вод), ТОВ «Солод» (виробництво солоду).

## Асортимент продукції
- «Павлівське світле живе» — світле непастеризоване пиво з густиною 11,0 %. Алк. об. не менше 3,5 %. Тара: пляшки 0,5 л (скло); кеги.
- «Павлівське темне живе» — темне непастеризоване пиво з густиною 13,0 %. Алк. об. не менше 4 %. Тара: пляшки 0,5 л (скло); кеги.
- «Графське напівтемне» — напівтемне непастеризоване пиво з густиною 12,0 %. Алк. об. не менше 4,2 %. Тара: пляшки 0,5 л (скло).